# Emerse Faé
Emerse Faé (* 24. Januar 1984 in Nantes, Frankreich) ist ein ehemaliger ivorischer Fußballspieler. Er besitzt auch einen französischen Pass.
Im Januar 2024 wurde er während des Afrika-Cups Nationaltrainer der Elfenbeinküste und führte die Mannschaft zum Titelgewinn.

## Vereinskarriere
Der zentrale Mittelfeldspieler stammt aus der Jugendabteilung des FC Nantes. Beim Klub aus seiner Heimatstadt gelang ihm im Sommer 2003 der Sprung in den Profikader. In seiner ersten Saison kam er gleich auf 25 Einsätze in der Ligue 1. Zur Saison 2007/08 wechselte Faé für ca. 2,5 Mio. £ zum FC Reading und ist somit der teuerste Spieler, den der Klub je verpflichtete. Für die Spielzeit 2008/09 wurde Faé an OGC Nizza verliehen.
Zur Saison 2009/10 wurde er von OGC Nizza verpflichtet. Der bei Nizza vorwiegend im zentral-defensiven Mittelfeld eingesetzte Faé gab im Februar 2012 sein Karriereende bekannt. Anhaltende Venenentzündungen in den Beinen ließen keinen Leistungssport mehr zu.

## Nationalmannschaft
In der Jugend spielte Emerse Faé für französische Auswahlmannschaften. Er gehörte unter anderem zu jener U-17-Auswahl, die 2001 in Trinidad und Tobago Weltmeister werden konnte.
Im Jahr 2005 entschied sich Faé jedoch, für die ivorische Nationalmannschaft und damit für die Heimat seiner Eltern auflaufen zu wollen. Bei der Afrikameisterschaft 2006 konnte er mit dem Team das Finale erreichen, das man gegen Gastgeber Ägypten verlor. Bei den Afrikameisterschaften 2008 und 2010 gehörte er erneut zum ivorischen Kader.
Emerse Faé stand auch im Aufgebot der Elfenbeinküste für die Weltmeisterschaft 2006 in Deutschland. In diesem Turnier kam er jedoch nicht zum Einsatz.

## Trainerkarriere
Nachdem er Jugendtrainer in Frankreich bei OGC Nizza und Clermont Foot war, wurde er Coach der ivorischen U23-Fußballnationalmannschaft. Zeitgleich wurde er auch Co-Trainer der Ivorischen Fußballnationalmannschaft, zunächst unter Soualiho Haidara, später unter Jean-Louis Gasset. Während des Afrika-Cups 2024 ersetzte er Gasset interimsweise als Cheftrainer, der trotz des Achtelfinaleinzugs entlassen wurde. Mit der Elfenbeinküste gewann er schließlich das Turnier und wurde daraufhin neuer fester Nationaltrainer.